# Симкин, Николай Васильевич
Николай Васильевич Симкин (18 декабря 1925, Верхний Шкафт, Городищенский уезд, Пензенская губерния, РСФСР, СССР — 11 января 2011, Москва, Россия) — советский и российский актёр театра и кино. Заслуженный работник культуры Российской Федерации (1996).

## Биография
Родился 18 декабря 1925 года в селе Верхний Шкафт Городищенского уезда Пензенской губернии (ныне в Городищенском районе Пензенской области) в семье матери, которая работала домашней хозяйкой и отца, который работал директором пенькозавода.
В 1945 году был принят в качестве артиста в Театр на Таганке, ранее Московский театр драмы и комедии, где Симкин проработал до 1964 года. Во время службы в театре параллельно окончил актёрский факультет ГИТИСа заочно. Много лет снимался на театральной сцене театра и в кино.
С 1966 года перешёл на работу в Гостелерадио Там работал в качестве режиссёра радиовещания до 2005 года, после чего ушёл на заслуженный отдых.
Ушёл из жизни 11 января 2011 года в возрасте 85 лет в Москве. Похоронен на Донском кладбище.

## Фильмография
- 1963 — Выстрел в тумане — милиционер
- 1963 — Это случилось в милиции — Паламарчук
- 1963 — Именем революции — шофёр Ленина
- 1963 — Секретарь обкома — участник совещания
- 1963 — Слуша-ай! — заключённый
- 1964 — Большая руда — таксист
- 1964 — Зелёный огонёк — старшина гаишник
- 1964 — Негасимое пламя — пассажир
- 1967 — Конец Сатурна — Гурьев, Дядя Костя
- 1968, 1970, 1971 — Освобождение — генерал-лейтенант Сидоренко
- 1969 — Эхо далёких снегов — неизвестно
- 1970 — Красная площадь (второй рассказ) — неизвестно
- 1970 — Море в огне — Константин Павлович Нефёдов
- 1970 — Поезд в завтрашний день — неизвестно
- 1972 — Возвращение к жизни — начальник караула
- 1972 — Земля, до востребования — неизвестно
- 1973 — Высокое звание (первый фильм) — Борис Николаевич, шифровальщик
- 1973 — Семнадцать мгновений весны (11 серия) — последний комендант Берлина
- 1974—1977 — Хождение по мукам — политработник
- 1975 — Без права на ошибку — судебный эксперт
- 1978 — Версия полковника Зорина — неизвестно
- 1978 — Емельян Пугачёв — неизвестно
- 1978 — Молодость с нами — Константин Константинович
- 1978 — Поворот — неизвестно
- 1978 — Тактика бега на длинную дистанцию — неизвестно
- 1979 — Верой и правдой — архитектор Резвин
- 1979 — Вкус хлеба — участник совещания
- 1979 — Крутое поле — член правления
- 1979 — Цыган — Серый
- 1980 — Особо важное задание — майор-подрывник
- 1980 — Тегеран-43 — командующий ВВС США
- 1982 — Надежда и опора — член бюро райкома
- 1982 — Остановился поезд — руководящий работник
- 1982 — Формула света — Иванов, начальник отдела кадров
- 1983 — Мы из джаза — журналист Борис Семёнович
- 1984 — Блистающий мир — учёный-физик Торп
- 1985 — Возвращение Будулая — Серый
- 1987 — Акция — начальник СМЕРШ
- 1988—1991 — Фитиль (короткометражный); 319 и 372 серия — неизвестно
- 1989 — Сталинград — Поскребышев
- 1990 — Николай Вавилов (пятая серия) — неизвестно
- 2006 — Солдаты-10 — неизвестно
- 2006 — Спасатели. Затменение — старик-самоубийца
- 2008 — Одна ночь любви — неизвестно

## Звания и награды
- Заслуженный работник культуры Российской Федерации (1996)[2][1].